# Świat od zaraz
Świat od zaraz – singel Budki Suflera, wydany w styczniu 2000 roku. Pierwszy singel promujący album Bal wszystkich świętych.
Tekst do utworu napisał Andrzej Mogielnicki, a kompozytorem jest Romuald Lipko. Utwór został nagrany w Studio Buffo. Realizacji nagrania podjął się Paweł Skura. Teledysk do utworu wyreżyserował Maciej Dejczer.
Piosenka utrzymywała się dwanaście tygodni na Liście Przebojów Programu Trzeciego, docierając do 31 miejsca.

## Lista utworów
1. „Świat od zaraz” (5:01)[1]

## Wykonawcy
- Krzysztof Cugowski – wokal
- Romuald Lipko – instrumenty klawiszowe
- Tomasz Zeliszewski – perkusja
- Mieczysław Jurecki – gitara, gitara basowa
- Marek Raduli – gitara
- Ewa Brachun – chórek
- Aleksandra Chludek – chórek
- Katarzyna Pysiak – chórek[4]